# 韓弼
韓弼（1517年—？），字汝良，號懷南，浙江嘉興府平湖縣民籍，餘姚縣人，明朝政治人物。

## 生平
嘉靖二十二年（1543年）癸卯科浙江鄉試第五十七名舉人。嘉靖二十六年（1547年）中式丁未科會試第二百五十八名，登第三甲第三十四名進士。工部觀政，授丰城知县，升刑部主事，改兵部主事，升员外郎、郎中，出为南昌知府，升江西提学副使。

## 家族
曾祖韓璲；祖父韓銘；父韓漢，母汪氏。子韩子祁，丙子举人，苏州同知。孫韩普（生员）；韩晋（监生）。